# Po-Dzielnia
Po-Dzielnia – Centrum Ekonomii Współdzielenia – darmowy sklep działający w Poznaniu od 13 października 2018. PoDzielnia jest organizacją non-profit, stworzoną przez aktywistów Givebox Poznań we współpracy z Fundacją Pro Terra. Pełni również funkcję centrum edukacyjno-kulturalnego (w Po-Dzielni odbywają się wykłady, warsztaty, wystawy, a od czasu do czasu pokazy filmów). Obecnie mieści się ona przy ulicy Głogowskiej 27 (Łazarz).

## Idea
Po-Dzielnia jest darmowym sklepem, w którym każdy może za darmo zabrać rzeczy, a także zostawić swoje, których już nie używa, pod warunkiem, że są one w dobrym stanie. Według regulaminu, w Po-Dzielni można zostawiać rozmaite przedmioty codziennego użytku (poza przedmiotami wielkogabarytowymi – meblami, dużym sprzętem AGD, a także lekami, produktami spożywczymi i ostrymi przedmiotami). Po-Dzielnia stanowi również centrum spotkań i twórczych warsztatów oraz wystaw związanych z ideą Zero Waste, ekologią i kulturą.
Po-Dzielnia w swoim głównym założeniu powstała aby ograniczyć konsumpcjonizm i jednocześnie pozwala na pozbywanie się nadmiaru przedmiotów. Po-Dzielnia propaguje ideę upcyklingu i umiejętności naprawiania przedmiotów, ekonomii współdzielenia (ang. sharing economy), Zero Waste, budowania społeczeństwa obywatelskiego, zwiększenia zaufania społecznego, podniesienia świadomości ekologicznej w społeczeństwie oraz pomocy potrzebującym.

## Historia powstania

### Givebox

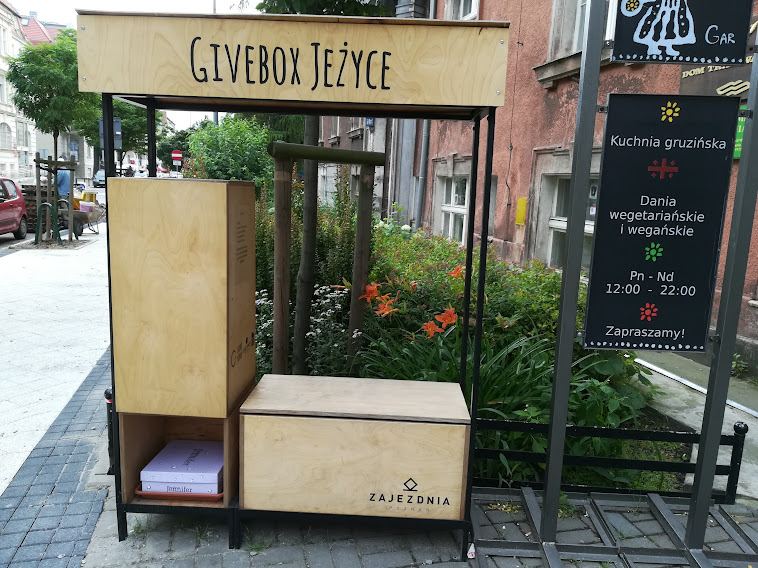
Obecnie już nieistniejący Givebox przy ul. Słowackiego na Jeżycach w Poznaniu przy Domu Tramwajarza.

Przed stworzeniem Po-Dzielni na terenie Poznania powstało kilka Givbox'ów – szaf miejskich, w których każdy mógł zostawić rzeczy, których nie używa (oprócz produktów spożywczych), a także wziąć cokolwiek z pozostawionych rzeczy, całkowicie za darmo. Motywacją do stworzenia Givebox'ów było propagowanie idei Zero Waste, czyli produkowanie jak najmniej odpadów, które nie mogą zostać dalej przetworzone.
4 Giveboxy, działające obecnie w Poznaniu i okolicach:
- Śródka, Gdańska 2 (amfiteatr przy Bramie Poznania)

- Suchy Las, Szkolna 16 (Centrum Kultury i Biblioteka Publiczna)

- Stare Miasto, Uniwersytet Ekonomiczny w Poznaniu, al. Niepodległości 10, w budynku: poziom – 1

- Piątkowo, PCK Dąbrówka, Os. Bolesława Chrobrego 117[10]

### Po-Dzielnia
Pomysł stworzenia Po-Dzielnii Centrum Ekonomii Współdzielenia narodził się z powodu dużego zainteresowania poznańskimi Givebox'sami, ponieważ przez ilość zostawianych rzeczy w szafach zaczęło brakować miejsca. Szafy stojące w przestrzeni miejskiej były narażone na opady atmosferyczne, a także wolontariuszom było ciężko kontrolować kto, ile rzeczy i w jakim stanie zostawia w Givebox'ach. Stąd powstał pomysł stworzenia nowego miejsca na mapie Poznania, które pełniło by funkcję Givebox'a, jednak znajdując się w pomieszczeniu i pod stałą opieką wolontariuszy. Po-Dzielnia miała stać się darmowym sklepem, tak zwanym freeshop'em, nie posiadającym kasy fiskalnej, w którym będzie można oddać i zabrać przedmioty codziennego użytku.
Zarząd Komunalnych Zasobów Lokalowych udostępnił jeden z nieużywanych lokali przy ulicy Głogowskiej 27 w Poznaniu, w ramach programu „Otwarta Strefa Kultury – Łazarz” (czynsz wynajmu lokalu wynosił 1 zł miesięcznie przez trzy lata). Jednak żeby Po-Dzielnia zaczęła działać, potrzebne były środki finansowe na remont i jej wyposażenie, w związku z czym pieniądze pozyskano na akcji crowdfundingowej zrzutka.pl, a także dzięki sponsorom Aquanet S.A. i Lisner. Wystrój Po-Dzielni zaprojektowali studenci z Wydziału Architektury Politechniki Poznańskiej.

## Galeria

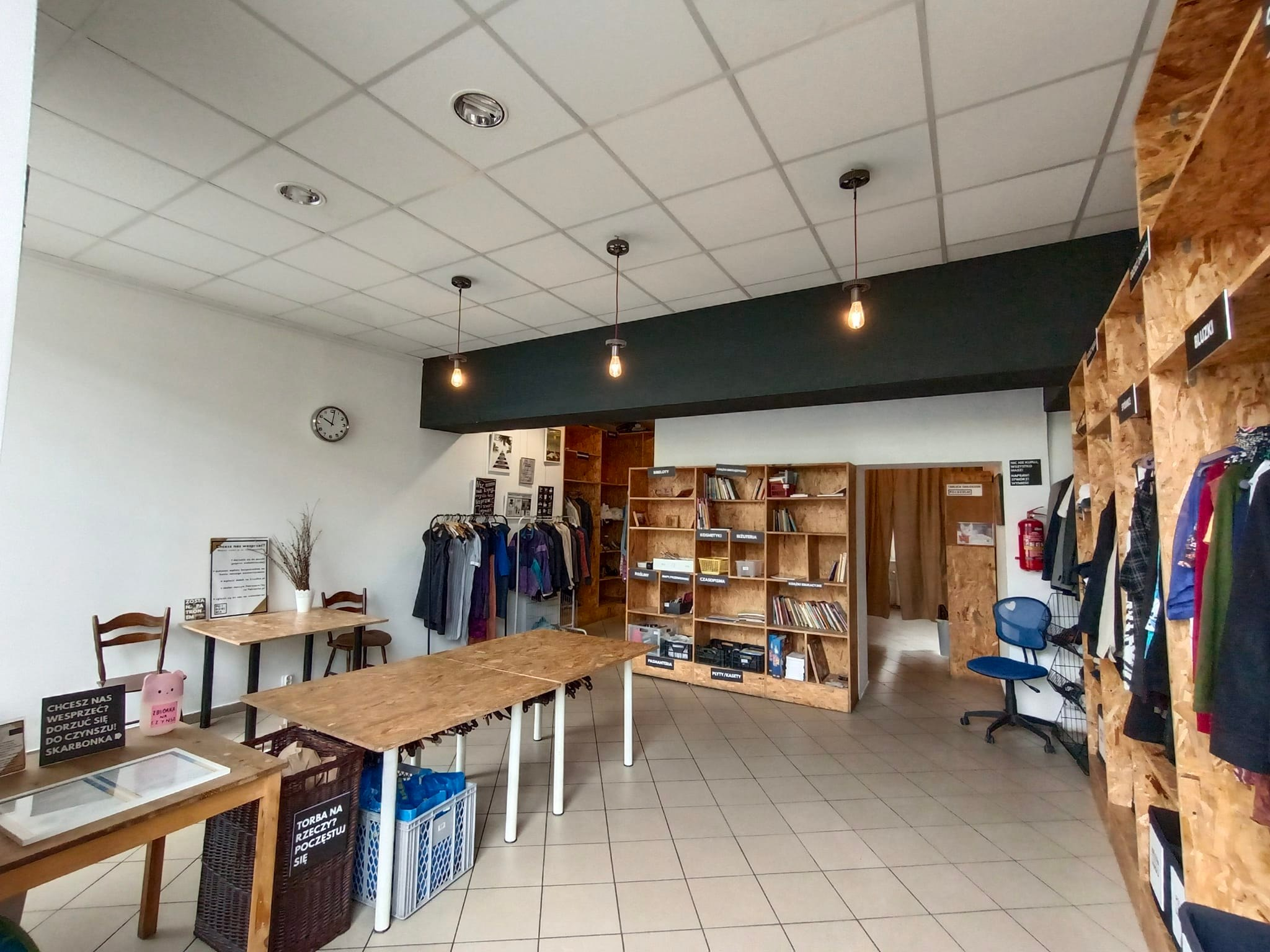
Wnętrze Podzielni
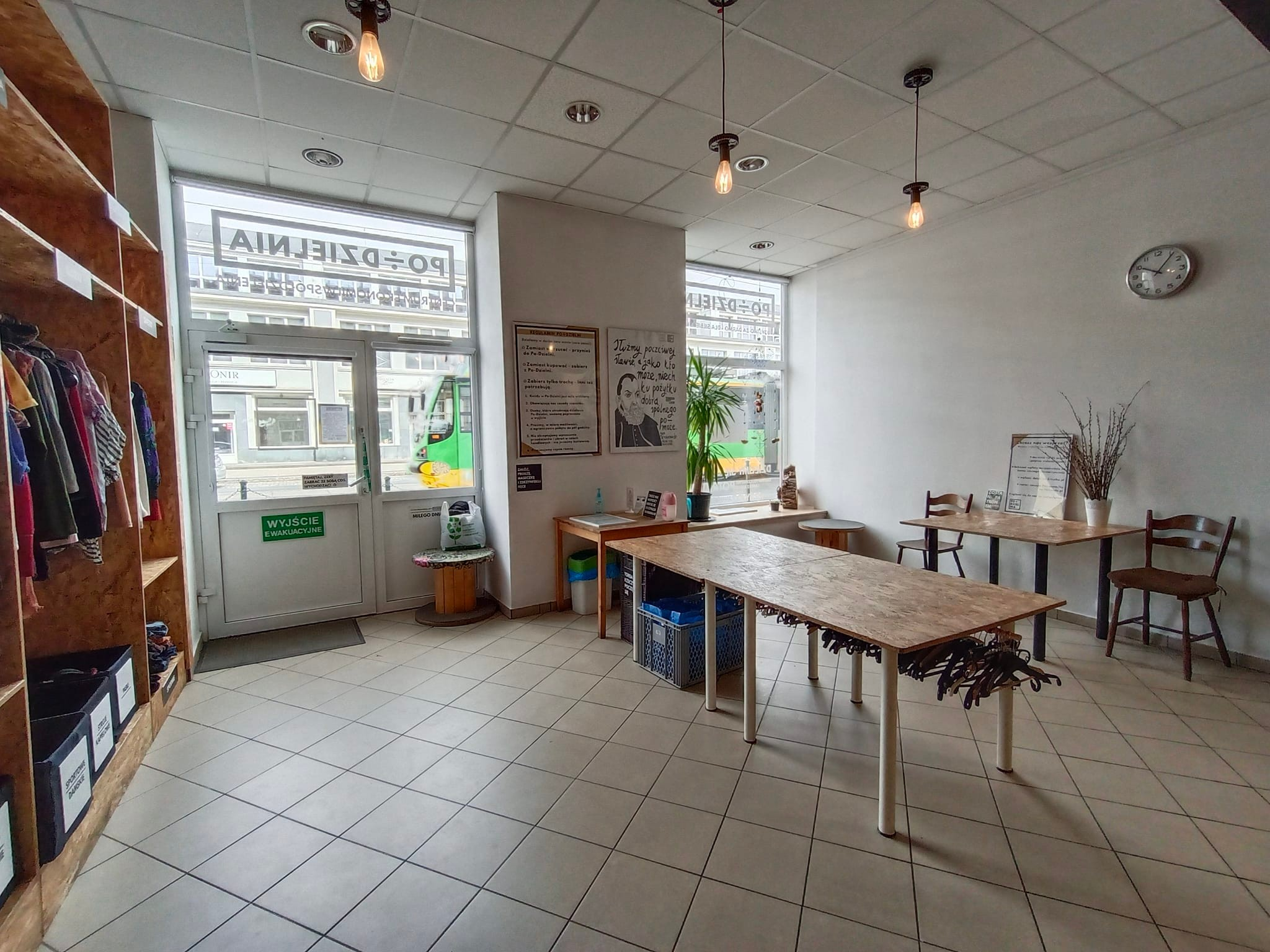
Na zdjęciu widoczne wejście od ul. Głogowskiej
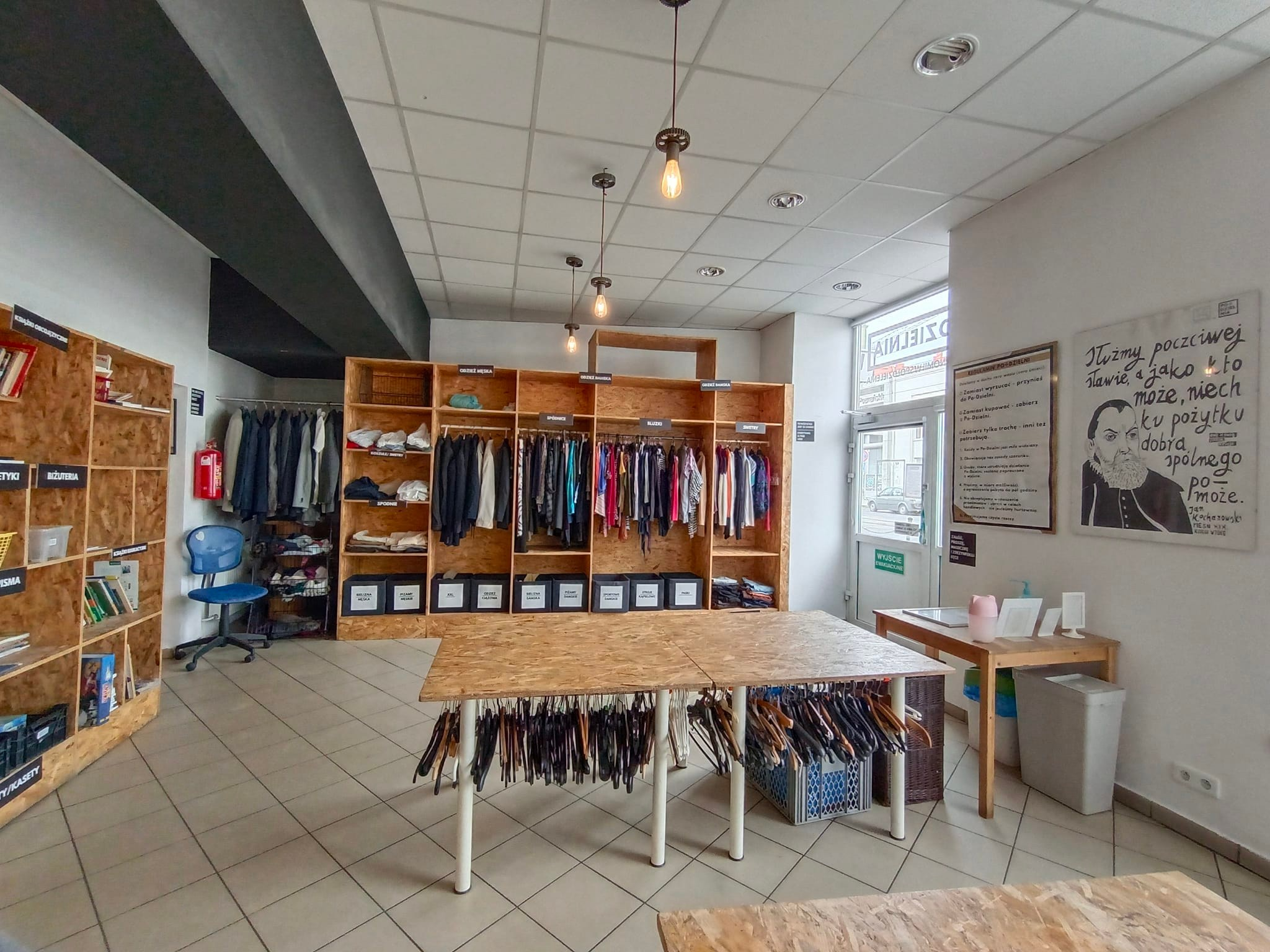
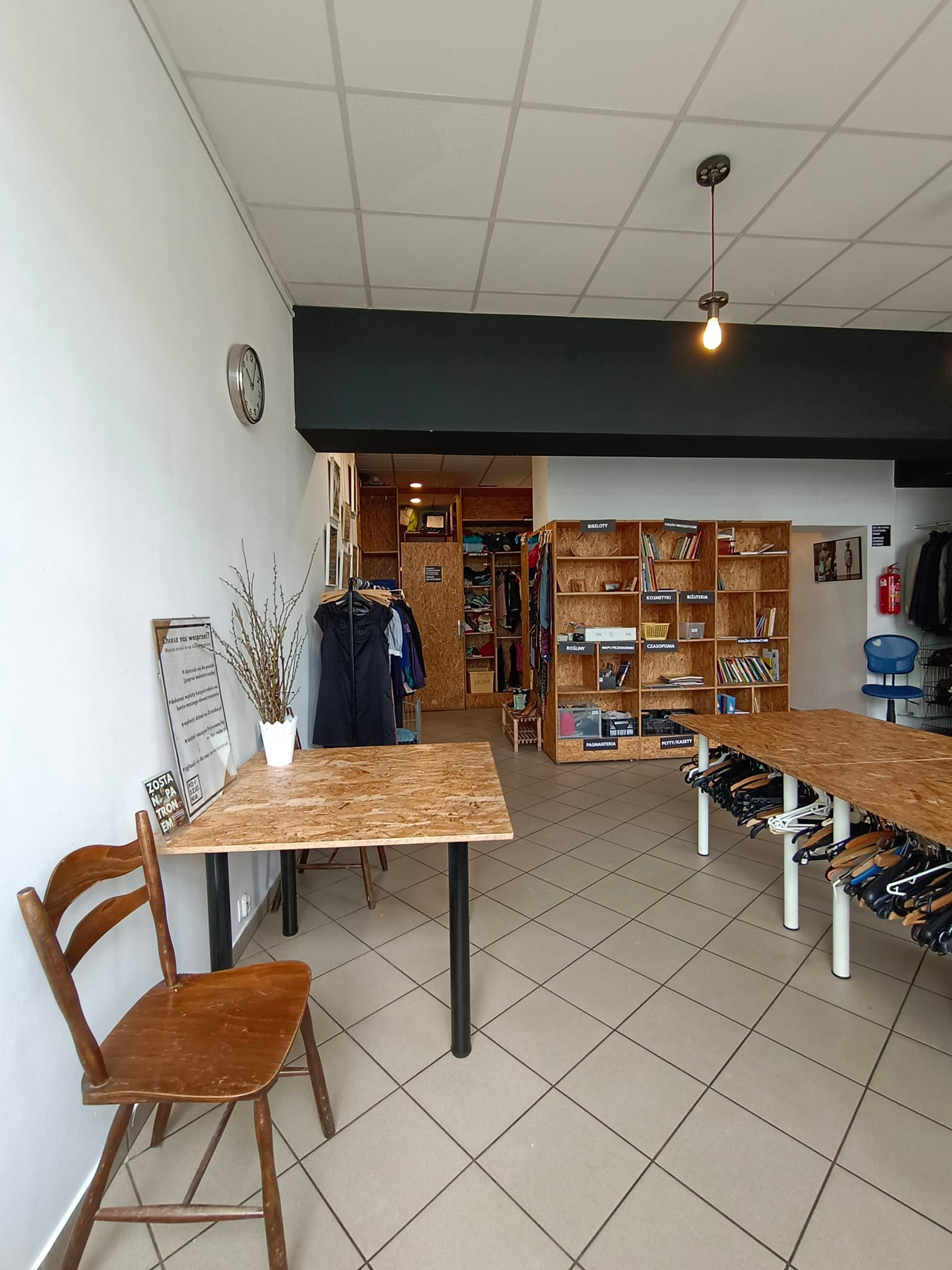
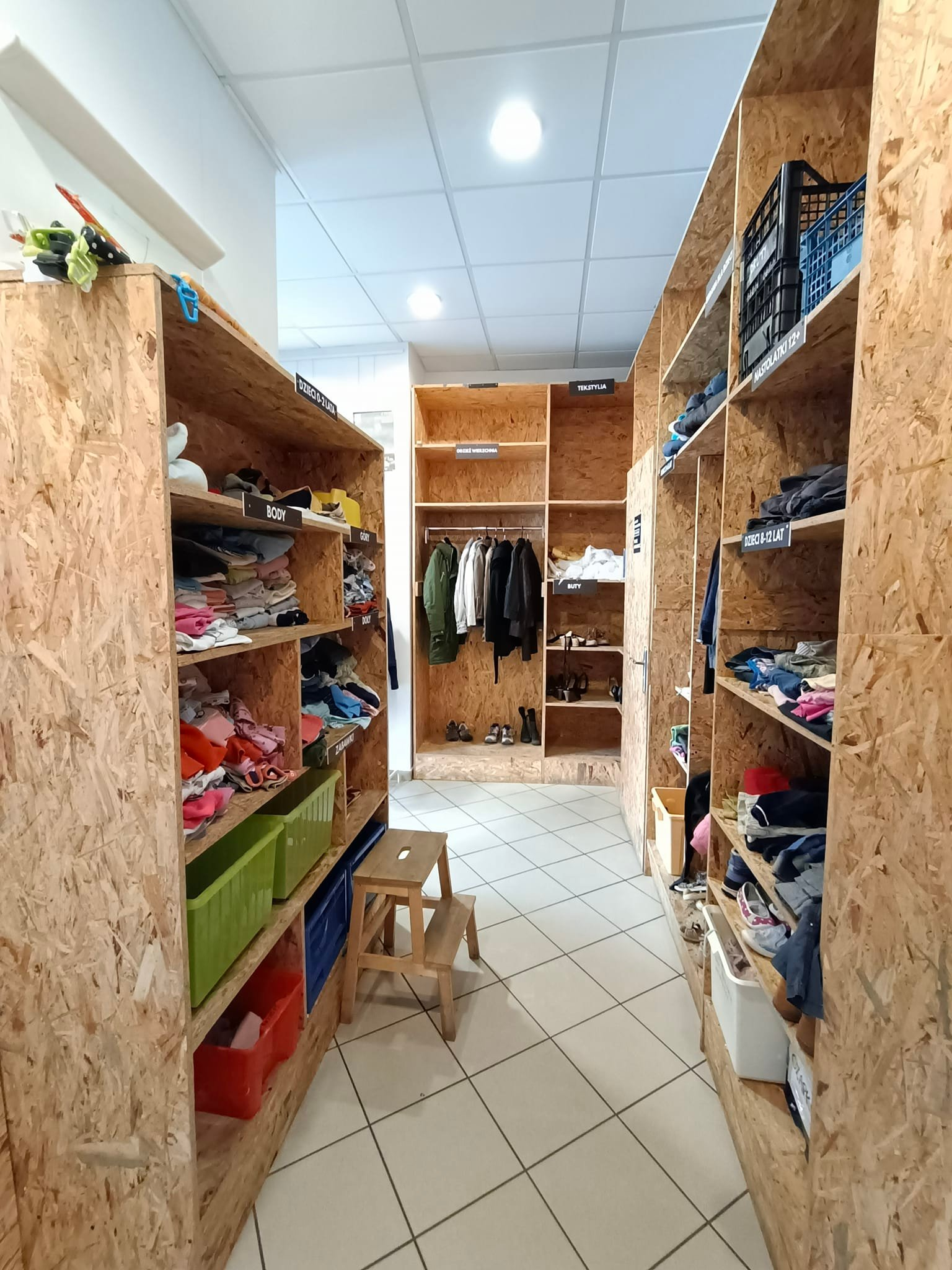
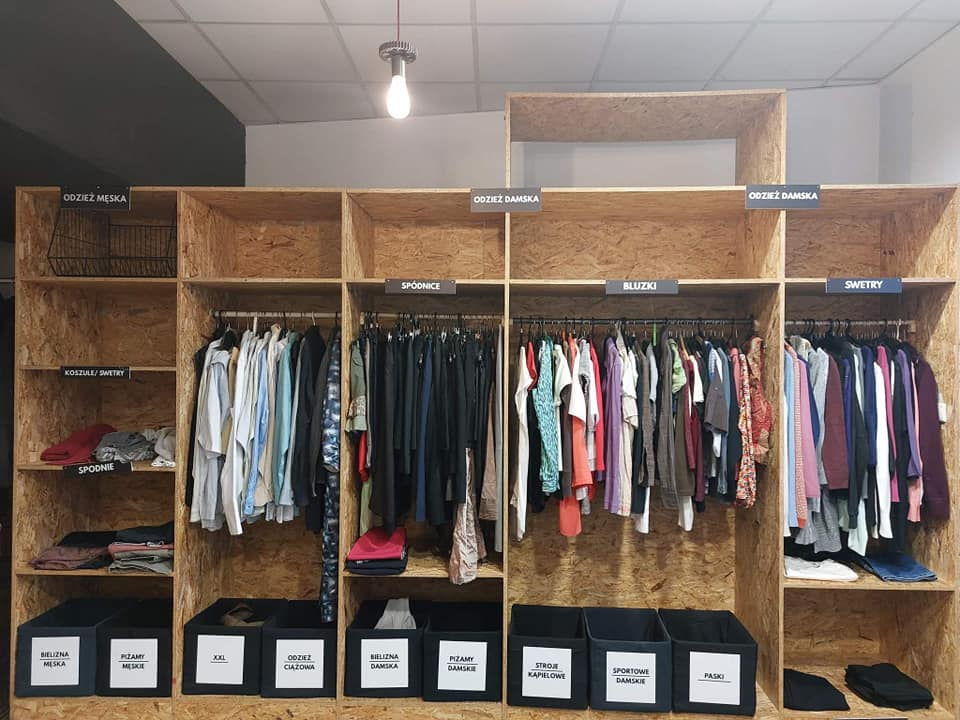